# 艋舺燿輝
《艋舺燿輝》是2011年中華電視公司八點檔連續劇，改編自1986年華視八點檔連續劇《花月正春風》，全能製作公司製作，故事講述青梅竹馬的四人如何在幫派與現實中抉擇。於2011年1月11日開鏡，預計5月殺青。原定3月14日起每週一至週五晚上九點上檔，每集90分鐘；後延至4月12日起每週一至週五晚上八點上檔，每集2小時。5月6日起更改為每集90分鐘。此劇為華視四十週年台慶大戲。原預定7月19日播畢，但因接檔戲《新還珠格格》送審有問題，因此再延長集數。於7月22日播畢。台灣OTT平台LiTV 線上影視上架。

## 故事大綱
陳燿輝與許富成、呂文浩、余惠芳結拜，年少時期，四人赤手空拳打出名號。燿輝的母親春蘭，不願眼睜睜看著兒子燿輝誤入歧途、混跡黑道，她忍無可忍，以死相逼，終於讓燿輝醒悟，並誓言不再涉足江湖。
物換星移經過了數個年頭，各奔東西的燿輝、富成、文浩、惠芳，在富成即將成婚之際，再度聚首；此時的燿輝，仍然事母至孝，白天在家鄉釣蝦場擔任廚師，替釣客烹調泰國蝦、炒下酒菜，午後則協助痼疾纏身的母親在媽祖廟廟口擺小麵攤維生，再晚一點，小麵攤改掛上「泰好吃」招牌之後，他的泰蝦麵、超蝦丸成了麵攤顧客們的最愛。雖然少年的打打殺殺已不復在，但骨子裡那股血性男兒的英氣，始終讓他渾身透露著讓人不寒而慄的氣質，更難掩他天生的領袖氣質。
當年就矢志北上到江湖勝地艋舺，希望成為黑道一方霸主的富成，仍在家鄉到處圍事、小小為非作歹，但潛意識裡，總寄望著有朝一日，燿輝能重出江湖，哥兒們倆聯手直闖艋舺，殺出一片天來；改頭換面的文浩，隨父母移民美國後，於紐約一流醫學院完成學業，執業了兩年，打算改換環境回國內發展，正與台北幾家大型綜合醫院接觸，準備挑選一家、受聘擔任外科主治醫師，前途一片光明，是個前途無量的青年才俊；四人當中唯一的女孩惠芳，將她身上那些闖蕩江湖的過往，轉變成在事業上努力比拚的霸氣，成了表現優異的房屋仲介經理。
這次的重逢，因為成長，每個人都開始面對感情問題；在機緣巧合的狀況下，燿輝與文浩同時遇上淑君，一個外型甜美可人，但個性堅毅剛強，就算有錯也硬撐的拗脾氣小歌女。燿輝、文浩、淑君三人陷入了愛情糾葛，然而惠芳也難以忘懷那段曾經對文浩的愛戀，讓原來單純的結拜情誼開始醞釀曖昧的變化。
雖然淑君生長在一個貧困的家庭，不成材的好賭父親與病痛纏身的母親逼得她必須四處跑場賺錢，但是在她心中一直有著當歌星的夢想，因此當她有機會北上一圓星夢時，她便義無反顧地向前衝，沒想到這一個決定，卻改變了所有人的命運。
劉金豹是艋舺著名黑幫「天魁幫」幫主，道上兄弟皆尊稱他為「會長」。雖然年歲已高，在複雜黑道上卻仍舉足輕重，「黑橋頭」轉型的「黑豹企業」，投資經營酒店、當舖、傳播公司以及資產管理顧問公司……等等，淑君北上參加歌唱選秀後，遭歹徒擄走，被劉金豹之子劉子賢救出，卻發現林淑君與過世前妻李秀卿是從小被分開，失去聯繫的雙胞胎姊妹；為了尋找殺害天魁幫媳婦秀卿的兇手，淑君隨即被劉金豹當為誘餌軟禁，在家鄉的燿輝因為遍尋不著淑君的消息，只得親自北上，請艋舺三連幫忙尋找淑君下落，就在這尋覓的過程中，一步步再度踏進幫派勢力範圍內，還將劉金豹之子劉子賢傷成重傷，自此展開身不由己卻又錯綜複雜的恩怨情仇。

## 演員陣容

### 主要角色
| 角色   | 演員   | 角色介紹 |
| 陳燿輝 | 李威   | 事母至孝，白天在家鄉林邊某釣蝦場擔任廚師，替釣客烹調泰國蝦、炒下酒菜，午後則協助痼疾纏身的母親在廟口擺小麵攤維生，較晚時段，小麵攤掛上「快炒」招牌之後，他的快炒手藝成了酒客們的最愛。性情剛毅果決，處事沉穩內斂，拳腳功夫了得，惱火起來的狠勁兒更是萬夫莫敵。自幼是母親獨力撫養成長，國中就涉足黑道、漸成氣候，以「敢打敢殺、講信重義」威震江湖，帶領著結拜弟妹許富成、呂文浩、余惠芳三人在道上打出名號來，儼然黑道兄弟們眼中的明日之星！後來突然急流勇退、不再涉足江湖…年少時的打打殺殺雖已不復在，但骨子裡的那股血性男兒的英氣，始終讓他渾身透露著讓人不寒而慄的江湖氣味，更不難看出他天生的領袖氣質，這一切都壓抑在他對母親的承諾之下，但造化弄人，他最終還是被逼上黑道的不歸路 |
| 林淑君 | 林逸欣 | 瞞著父母、偷偷在紅包場唱歌賺錢的貧窮小歌女，外型甜美可人，絲毫看不出來她其實個性堅毅剛強、有著即使錯了也硬撐到底的拗脾氣。家貧，自幼便吃足了窮困的苦頭，過怕了有一頓沒一頓的窮酸日子，因此，一滿十八歲，她便憑藉著自己青春洋溢的姣好外貌、出色的絕佳嗓音，偷偷唱遍了家鄉附近所有的小歌廳、紅包場，更賣力練歌，天天用那台破爛電腦上網、下載詞曲，隨時哼哼唱唱、背誦歌詞以鍛鍊實力，因為「當藝人」是她認為最快擺脫貧窮的捷徑，「明星夢」是她發誓就算會死也要努力一圓的人生願望，因此，除了唱紅包場賺錢，還到處兼差打工，用盡各種可愛逗趣的辦法掙錢、賺小費，好存夠本錢到台北朝演藝圈進軍。她，就是文浩認定、真正無怨無悔所愛的女人，更讓人料想不到的是，燿輝也深深被她所吸引，轟轟烈烈的展開追求，兩男追一女的愛情爭戰，即將開始考驗燿輝與文浩的哥兒們友誼，而等到她順利闖進演藝圈、眼看著可能成為炙手可熱的明星，更多的情感糾葛與紛爭衝突，一再湧現 - 李秀卿為林淑君失散多年的雙胞胎姊姊，因賣花被黑道追殺而與劉子賢結識，並結為夫妻，五年後因黑道恩怨被三連幫角頭Sake設計的車禍過世 |
| 呂文浩 | 張勛傑 | 高中畢業、隨父母移民美國後，於紐約的醫學院完成學業，執業了兩年，打算改換環境、回國內發展，受聘於某知名醫院擔任外科主治醫師，前途一片看好。當年闖禍、遭警方認定是不良少年之後，父母痛下決心，將他轉學到台北、遠離是非之地，他痛改前非、洗心革面，不但走上正途，還完成學業、成為前途無量的青年才俊。年少時的那段荒唐歲月，與燿輝等人滿是暴戾之氣的那份兄弟情誼，仍在他心中，佔有重要的位置。喜好運動與攝影，閒暇時，喜歡帶著心愛的相機，悠遊郊野、捕捉大自然美景。好勝心強，當年在四人當中就善於用智慧行動，成長之後，具有強烈的正義感，因此，為人處事並不圓融，受到暗中排擠而不自知。年少時與惠芳的一段短短青澀初戀，只是他內心的一個「曾經」而已，遂在返鄉、將惠芳比照燿輝與富成，視作哥兒們，因此，當他遇上心目中的理想伴侶林淑君，而且越來越愛上這女孩兒的時候，根本不知道陪伴身邊、幫忙出主意追女仔的余惠芳其實對他已重燃了愛苗，寄望終生廝守 |
| 余惠芳 | 梁又琳 | 房屋仲介公司台北地區頗有知名度之超級業務員，聰明開朗、口才奇佳、臨機應變能力特優，外型出眾、成熟幹練，五年的房屋仲介資歷不但讓她見多識廣、累積出豐厚社會經驗，也成就她業績表現與房地產投資策略上準度精確的優異本領。在她身上，那些闖蕩江湖的過往，如今，只剩下一笑置之的灰色回憶而已，只有與燿輝、富成跟文浩的那份真摯友誼還一直存在內心最重要的地方，尤其是文浩。國中時期的情竇初開，讓她深深愛上了文浩，雖然是無疾而終的青澀初戀，甚至，當年也不成熟的文浩並未把她的愛意當真，多年以來，她與文浩也僅止於保持聯絡而已，因此，這份感情便被她深埋內心、默默珍藏著。直到返鄉、再次與文浩有了接觸之後，那份偷偷珍藏多年的愛意逐漸回溫 |
| 許富成 | 李運慶 | 活潑直爽、戲謔人生，當年與燿輝歃血為盟、義結金蘭，無父無母的他被燿輝母親有如親兒子般養大，事事以燿輝馬首是瞻、發誓永遠追隨。自命風流、愛漂亮，身上永遠都有把扁長梳子，隨時梳頭，仗著自己年輕帥氣，見到漂亮小妞絕對主動出擊。本來矢志北上、到江湖勝地──艋舺混出名堂，成為黑道霸主，孰料，燿輝為了母親、宣示退出江湖，這一步，打亂他的江湖喋血美夢，只好在家鄉到處圍事、小小為非作歹，但潛意識裡，他寄望著有朝一日，燿輝能重出江湖、哥兒倆聯手直闖艋舺，殺出一片天來。總愛四處風流的他，卻栽在非正妹的闊嘴女～秦甜的手上，她是地方老大秦好漢的寶貝獨生女，鬧得富成不但得負責娶她，還被迫入贅秦家 |
| 劉子賢 | 黃文星 | 劉金豹之子，生性善良又深情，為了愛可以犧牲一切。高中畢業後留日獲碩士學位，更是才華洋溢的青年；林淑君北上參加歌唱選秀後，遭歹徒擄走，被劉子賢救出，卻發現林淑君與過世前妻李秀卿是從小被分開，失去聯繫的雙胞胎姊妹；秀卿被劉金豹敵對的三連幫製造的車禍身亡，而劉子賢一心想為愛妻報仇，一時的異念，請淑君幫忙找出撞死秀卿的禍首；子賢答應淑君一旦事成，會讓淑君回去，沒想到在子賢住院期間未知的情況，江一郎誓死為Sake報仇，自此引發艋舺巨大幫派的械鬥，劉子賢為救有如親兄弟的貼身保鑣葉勇志，而被陳燿輝誤撞成重傷。 |

### 其他角色
- 蔡振南 飾 劉金豹
- 李　㼈 飾 江一郎
- 黃鐙輝 飾 葉勇志
- 祝釩剛 飾 黃士麒
- 林若亞 飾 詹益姍
- 楊銘威 飾 莊正國
- 謝瓊煖 飾 陳吳春蘭
- 王　琄 飾 蔡秀萍
- 那維勳 飾 孫志堅
- 長　青 飾 林火旺
- 陳瓊美 飾 林潘春花
- 張瓊姿 飾 黃美雲
- 夏靖庭 飾 秦好漢
- 丫　子 飾 秦　甜
- 龍天翔 飾 sake
- 樓心潼 飾 蔡秋霞
- 鄭平君 飾 陳武雄
- 黃懷晨 飾 聶魯震
- 楊少文 飾 詹益宣
- 周辰達 飾 林斯文
- 陳翌栩 飾 妥　當
- 四　方 飾 水　銀
- 江俊彥 飾 大　砲
- 陳泰源 飾 阿　倫
- 張曉慈 飾 Judy
- 陳清達 飾 澎　哥
- 朱進新 飾 鐵　獅
- 張文進 飾 犀　牛
- 林軍耀 飾 阿　山
- 劉尚謙 飾 大藤桑
- 陳志強 飾 紅　蟳
- 湯子唯 飾 麥　克
- 楊晨熙 飾 小燕子
- 姜榮峰 飾 廖　松

## 製作團隊

### 工作人員
- 監製：陳成德
- 製作人：王鈞、馬競達
- 編審：王冠、康璽、王千賀
- 執行製作人：陳興國、楊聖鋒
- 編劇統籌：馬競達、費誠
- 編劇：鄒維剛、陳炘怡、鄭英敏、林若晨、巨人編劇小組
- 統籌：林敏祥
- 演員統籌：董青儀
- 導演：明金成
- 武術導演：鄔汝彬
- 副導演：王文妏
- 場技：吳瑋潔
- 執行製作：潘博軒
- 執行助理：許宇翔
- 場務：李肇健、高洧睫、黨照元、周培凱
- 道具師：李燿坤
- 道具助理：康金仲、陳碧鋒
- 服裝造型：劉幸媛、戴國勝
- 化妝師：許耘爾
- 梳妝師：王秀婷
- 梳化助理：張紋綺
- 服裝管理：吳曉育
- ENG攝影師：劉恩傑
- 攝影助理：李俊仁、鄧偉
- 燈光師：吳信賢
- 燈光助理：凃贊祥、趙金富
- 音樂音效：聲動
- 劇照師：洪靖智
- 剪接師：杜濟洲
- 後製執行：楊恩昕
- 後製助理：楊麗樺

### 華視工作人員
- 視訊：鄭武昌、羅寶財、陳飛汎
- 成音：林金聲、陳良成、朱維信、張正凱
- 攝影：馬國駒、龔中和、趙志信、邱財淋、吳再勝、張獻程、黃連凱、江興龍
- 美術指導：賴俊傑
- 現場指導：林阿輝、王君平
- 助理導播：許珮蒨、林宛蓁
- 導播：劉美杏、丁光慈
- 片頭設計：周開景
- 動畫設計：熊一飛
- 後製工程：方慶平、張良銘、潘必展、李慶津、廖清泉
- 頻道宣傳：OAP小組 郭媚琇
- 旁白字幕聽打播映：左麗華、劉希筠、任念珠、陳政哲、李春慧、潘雅雯、洪婉甄

## 主題曲
| 類別   | 歌名     | 作詞   | 作曲   | 主唱         |
| ------ | -------- | ------ | ------ | ------------ |
| 片頭曲 | 誰公平   | 李威   | 李秋澤 | 李威         |
| 片尾曲 | 還愛不夠 | 劉家澤 | 張家誠 | 李威、許慧欣 |
| 預告曲 | 做你去   | 曾心梅 | 郭之儀 | 曾心梅       |

### 插曲
| 歌名     | 作詞   | 作曲   | 主唱           |
| -------- | ------ | ------ | -------------- |
| 無所謂   | 張承濬 | 張承濬 | 林逸欣         |
| 副作用   |        |        | 許慧欣         |
| 三心兩意 | 巴布   | 林東松 | 黃文星、曾昱嘉 |
| 笑容     | 郭之儀 | 郭之儀 | 黃文星         |
| 千言萬語 | 古月   | 爾英   | 鄧麗君         |
| 問籤詩   | 郭之儀 | 郭之儀 | 戴梅君         |

## 獎項紀錄
| 年份   | 獲提名 | 獎項                     | 結果 |
| ------ | ------ | ------------------------ | ---- |
| 2011年 | 李㼈   | 第46屆金鐘獎最佳男配角獎 | 獲獎 |

## 收視率
| 播映日期                     | 週數     | 平均收視率 | 排名 | 集數  | 備註                                  |
| ---------------------------- | -------- | ---------- | ---- | ----- | ------------------------------------- |
| 2011年4月12日－2011年4月15日 | 1        | 0.74       | 4    | 01-04 |                                       |
| 2011年4月18日－2011年4月22日 | 2        | 1.13       | 4    | 05-09 |                                       |
| 2011年4月25日－2011年4月29日 | 3        | 1.28       | 3    | 10-14 |                                       |
| 2011年5月2日－2011年5月6日   | 4        | 1.43       | 3    | 15-19 | 第19集起縮短播出90分鐘                |
| 2011年5月9日－2011年5月13日  | 5        | 1.24       | 3    | 20-24 |                                       |
| 2011年5月16日－2011年5月20日 | 6        | 1.43       | 4    | 25-29 |                                       |
| 2011年5月23日－2011年5月27日 | 7        | 1.49       | 4    | 30-34 |                                       |
| 2011年5月30日－2011年6月3日  | 8        | 1.21       | 4    | 35-39 |                                       |
| 2011年6月6日－2011年6月10日  | 9        | 1.17       | 4    | 40-44 |                                       |
| 2011年6月13日－2011年6月17日 | 10       | 1.13       | 3    | 45-49 |                                       |
| 2011年6月20日－2011年6月24日 | 11       | 1.04       | 3    | 50-54 | 每週五起播出120分鐘                   |
| 2011年6月27日－2011年7月1日  | 12       | 1.11       | 5    | 55-59 |                                       |
| 2011年7月4日－2011年7月7日   | 13       | 1.04       | 4    | 60-63 | 07月8日轉播台北電影節，暫停播出一次。 |
| 2011年7月11日－2011年7月15日 | 14       | 1.22       | 5    | 64-68 |                                       |
| 2011年7月18日－2011年7月22日 | 15       | 1.47       | 5    | 69-73 | 完結篇                                |
| 平均收視                     | 平均收視 | 1.21       | -    |       |                                       |

- 同時段節目：
  - 大愛《何處是我家／戀戀情深／讓愛飛翔／美味人生》
- 由AGB尼爾森調查，調查範圍是四歲以上收看電視之觀眾。
- 資料來源：中時娛樂

## 外部連結
- 官方网站 （页面存档备份，存于）

| 華視主頻 星期一～四20:00~21:30 06月24日起週五播出時間為20:00~22:00 04月12日～05月5日播出時間為20:00-22:00 | 華視主頻 星期一～四20:00~21:30 06月24日起週五播出時間為20:00~22:00 04月12日～05月5日播出時間為20:00-22:00 | 華視主頻 星期一～四20:00~21:30 06月24日起週五播出時間為20:00~22:00 04月12日～05月5日播出時間為20:00-22:00 |
| --- | --- | --- |
| | 艋舺燿輝 （2011年4月12日-2011年7月22日）                                                                  | |
| 包青天 （2010年10月11日-2011年4月11日）                                                                   | 新還珠格格 （2011年7月25日-2011年10月4日）                                                                | |

| 緯來綜合台 星期一～五19:00~20:00        | 緯來綜合台 星期一～五19:00~20:00        | 緯來綜合台 星期一～五19:00~20:00 |
| --------------------------------------- | --------------------------------------- | -------------------------------- |
|                                         | 艋舺燿輝 （2011年7月4日-2011年12月2日） |                                  |
| 打擊出去 （2009年11月2日-2011年7月1日） | 愛喲我的媽 （2011年12月5日-）           |                                  |

| Ntv7 星期一～五18:00~19:00                | Ntv7 星期一～五18:00~19:00               | Ntv7 星期一～五18:00~19:00 |
| ----------------------------------------- | ---------------------------------------- | -------------------------- |
|                                           | 艋舺燿輝 （2011年8月15日-2012年1月16日） |                            |
| 惡作劇之吻 （2011年7月4日-2011年8月12日） | 待查                                     |                            |